# Kruszownica pomarszczona

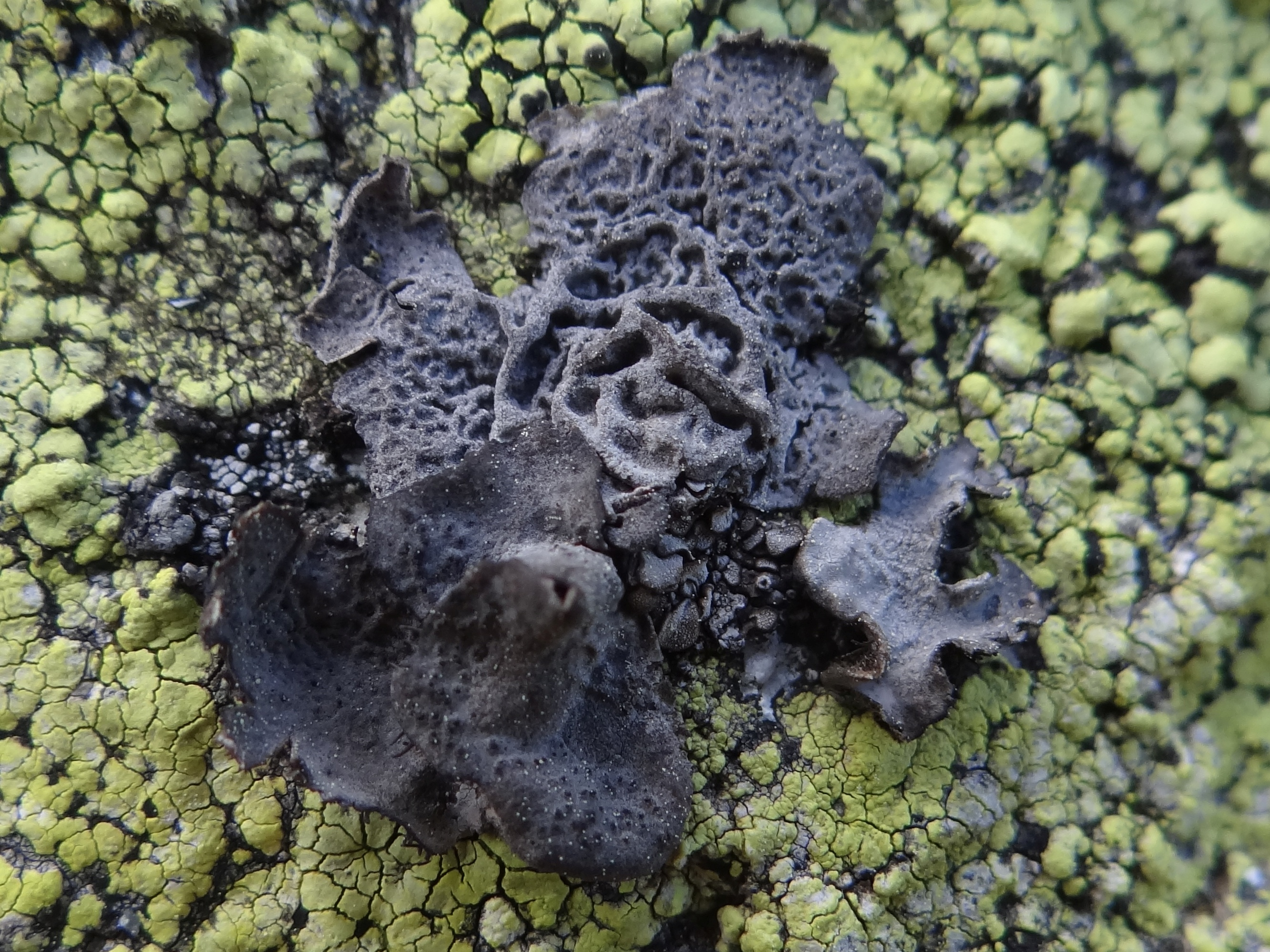
Kruszownica pomarszczona i wzorzec geograficzny

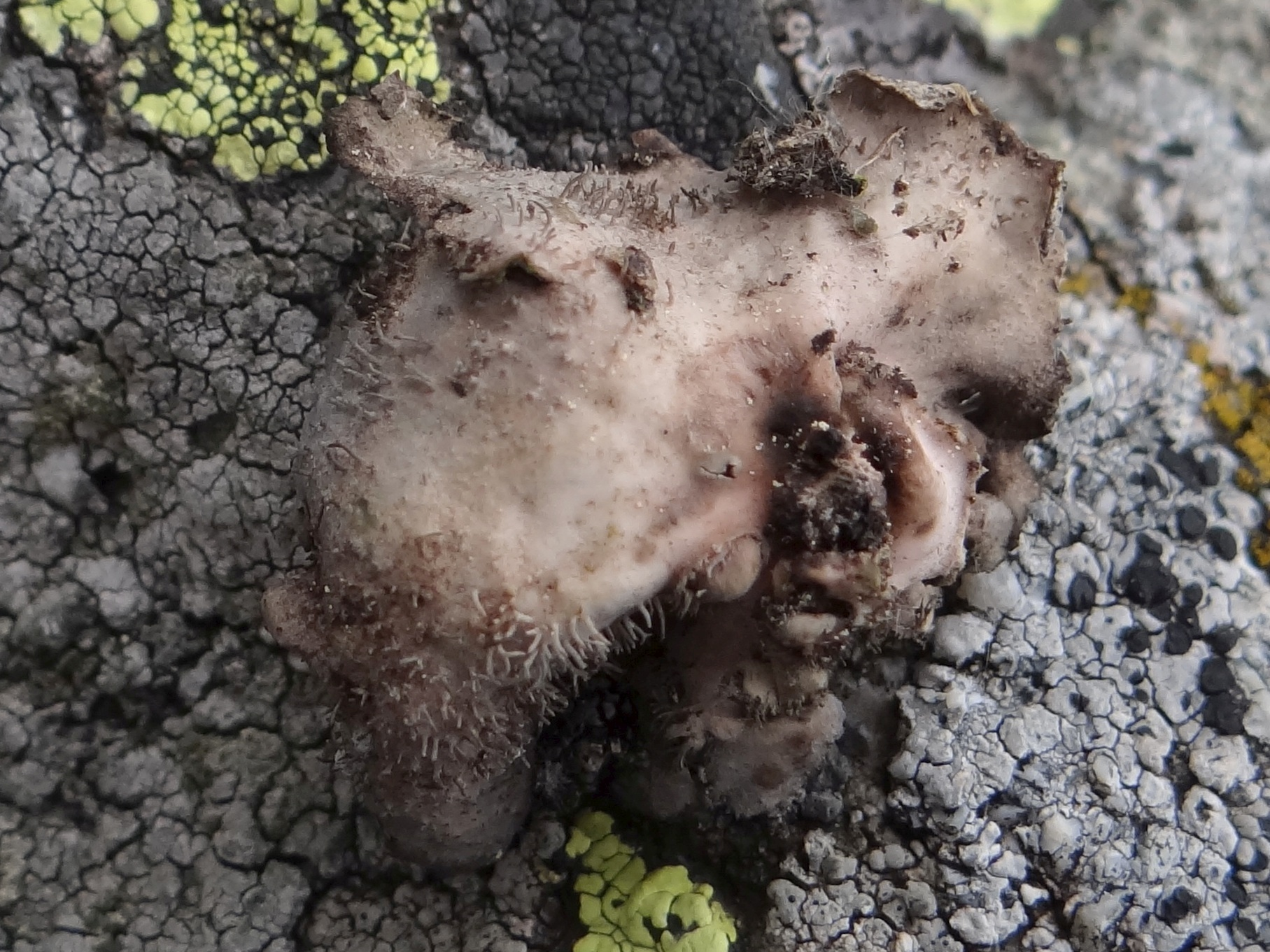
Dolna strona plechy

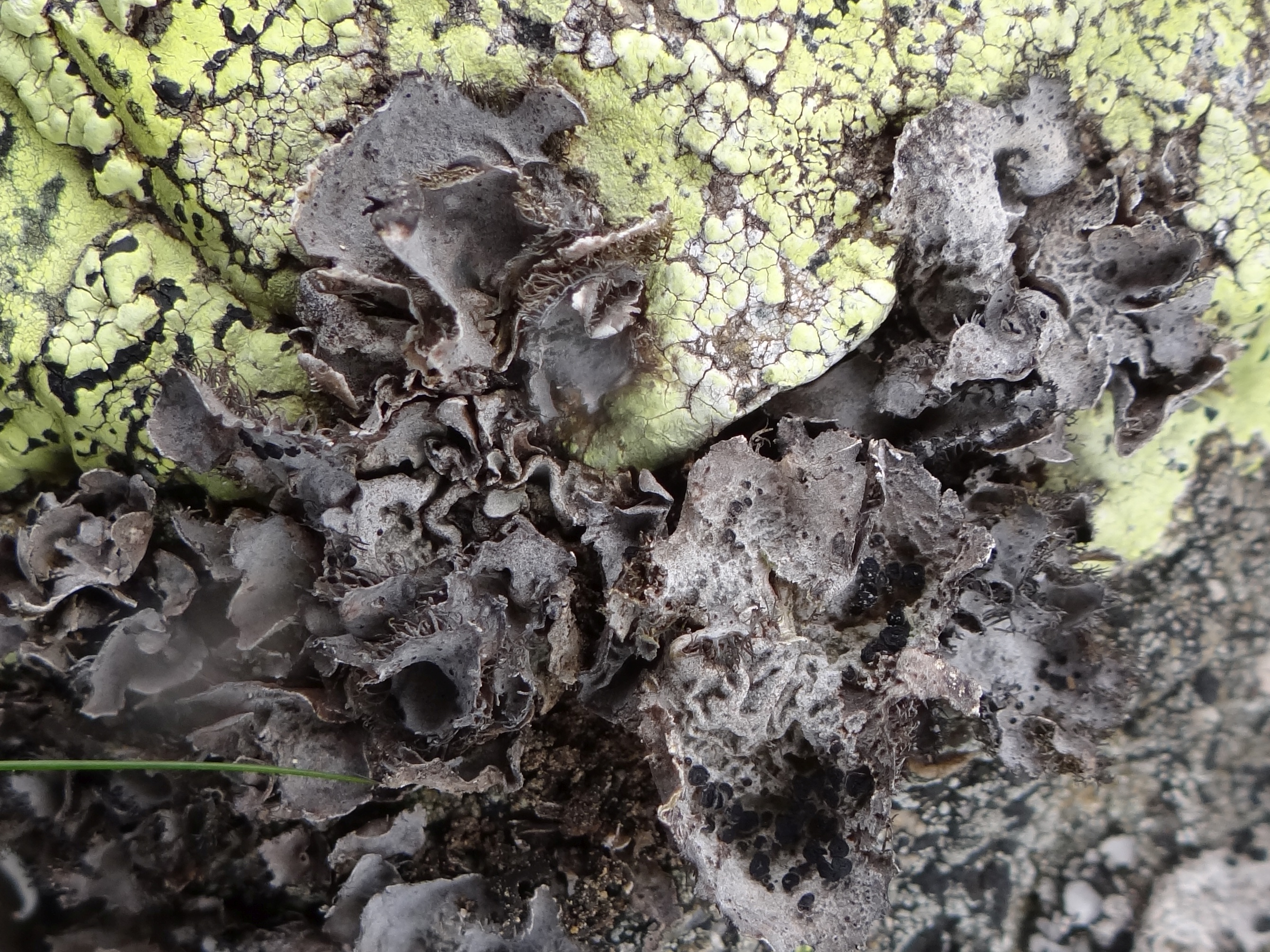

Kruszownica pomarszczona (Umbilicaria proboscidea (L.) Schrad. – gatunek grzybów z rodziny kruszownicowatych (Umbilicariaceae). Ze względu na współżycie z glonami zaliczany jest do porostów.

## Systematyka i nazewnictwo
Pozycja w klasyfikacji według Index Fungorum: Umbilicaria, Umbilicariaceae, Umbilicariales, Incertae sedis, Lecanoromycetes, Pezizomycotina, Ascomycota, Fungi.
Po raz pierwszy takson ten zdiagnozował w roku 1753 Linneusz nadając mu nazwę Lichen proboscideus. Obecną, uznaną przez Index Fungorum nazwę nadał mu w roku 1790 Schrader, przenosząc go do rodzaju Umbilicaria.
Synonimów nazwy naukowej ma ok. 30. Niektóre z nich:

- Gyromium proboscideum (L.) Wahlenb. 1812
- Gyrophora corrugata (Hoffm.) Flörke 1810
- Gyrophora deusta var. corrugata (Hoffm.) Turner & Borre
- Gyrophora exasperata (Hoffm.) Flörke 1810
- Gyrophora proboscidea (L.) Ach. 1803
- Lichen proboscideus L. 1753
- Umbilicaria corrugata Hoffm. 1794
- Umbilicaria exasperata Hoffm. 1789
- Umbilicaria proboscidea var. deplicans Nyl. 1861
- Umbilicaria proboscidea var. exasperata (Hoffm.) Nyl. 1861
- Umbilicaria proboscidea var. pulla (Zahlbr.) Frey 1933

Nazwa polska według Krytycznej listy porostów i grzybów naporostowych Polski.

## Charakterystyka
Plecha listkowata złożona z pojedynczych listków lub wielolistkowa. Do podłoża przyrasta uczepem znajdującym się mniej więcej na środku plechy. Pojedyncza plecha ma okrągły lub nieregularny kształt i średnicę do 5 cm. Jej listki są silnie powyginane i odstające, na obrzeżach bez wyrostków, lub z wyrostkami, ale niezbyt licznymi i nierozgałęzionymi. Powierzchnia górna o barwie szarej, brązowoczarnej lub niemal czarnej. Izydiów brak. W niektórych miejscach, zwłaszcza na środku jest wybrzuszona, jaśniejsza, silnie pomarszczona i białawo oprószona. Pomarszczenia mają postać krętych żeber, grzbietów i przegród. Dolna powierzchnia jest gładka, ma barwę płową lub jasnobrązową i są na niej jasne, nierozgałęzione i niezbyt liczne chwytniki, którymi jednak plecha nie przyrasta do podłoża. Czasami w ogóle brak chwytników.
Zwykle licznie występują czarne apotecja. Mają okrągławy kształt,wysokość ok. 0,5 mm i średnicę 1,5 mm. Na ich tarczkach występują charakterystyczne grzbiety i bruzdy. Powstają w nich eliptyczne, wrzecionowato wydłużone lub elipsoidalno-wrzecionowate zarodniki o rozmiarach 10–17 × 3,5–7 μm. W każdym worku powstaje po 8 zarodników.
Kwasy porostowe: kwas gyroforowy, kwas norstiktowy.

## Występowanie i siedlisko
Jest szeroko rozprzestrzeniony na całej półkuli północnej; występuje w Ameryce Północnej, Europie i Azji oraz na wielu wyspach. W Europie na północy sięga po północne wybrzeża Grenlandii i archipelag Svalbard. Występuje na obszarach o klimacie umiarkowanym i zimnym, oraz w górach. Na półkuli południowej stwierdzono występowanie tylko w Australii. W Polsce występuje tylko w Sudetach i Tatrach. Znajduje się na Czerwonej liście roślin i grzybów Polski. Ma status EN – gatunek wymierający. W Polsce w latach 2004-2014 podlegał ścisłej ochronie gatunkowej, od października 2014 r. został wykreślony z listy gatunków chronionych (występuje bowiem tylko na podlegających ochronie obszarach parków narodowych).
Rozwija się na krzemianowych i piaskowcowych skałach i kamieniach, w miejscach silnie oświetlonych i suchych.

## Gatunki podobne
Kruszownica pomarszczona jest morfologicznie łatwa do odróżnienia od innych kruszownic dzięki kilku charakterystycznym cechom: przyrasta do podłoża środkową częścią plechy, ma jasne pomarszczenia plechy w postaci grzbietów, żeber i przegród, dolna powierzchnia jasna, bez chwytników, lub z nielicznymi, jasnymi chwytnikami, które nie przyrastają do podłoża, czarne apotecja z charakterystycznie bruzdkowanymi tarczkami. Najbardziej podobna jest kruszownica zwyczajna (Umbilicaria cylindrica). Ma również czarne i bruzdkowane tarczki apotecjów, ale inaczej (koncentrycznie), można ją odróżnić także po zespole wymienionych szczegółów budowy.